# Vance Walker
Vance Jack Walker (* 26. April 1987 in Cincinnati, Ohio) ist ein ehemaliger US-amerikanischer American-Football-Spieler auf der Position des Defensive Tackle. Er spielte für die Atlanta Falcons, die Oakland Raiders, die Kansas City Chiefs und die Denver Broncos in der National Football League (NFL).

## Frühe Jahre
Walker ging auf die Fort Mill High School in South Carolina. Danach ging er auf das Georgia Institute of Technology.

## NFL

### Atlanta Falcons
Walker wurde im NFL-Draft 2009 von den Atlanta Falcons in der siebten Runde als 210. Spieler ausgewählt. In seiner ersten Saison spielte er zehn Saisonspiele, in seiner zweiten bereits alle 16, aber nur eins als Starter. In der Saison 2011 erzielte er den ersten Sack seiner Karriere am 13. Spieltag gegen die Houston Texans. Insgesamt bestritt Walker für die Falcons in vier Saisons 58 Spiele (11 als Starter).

### Oakland Raiders
Zur Saison 2013 wechselte Walker zu den Oakland Raiders. Hier blieb er für ein Jahr, in dem er jedoch seine bisher stärkste Saison mit 40 Tackles und 3,0 Sacks absolvierte.

### Kansas City Chiefs
Zur Saison 2014 unterschrieb er einen Drei-Jahres-Vertrag bei den Kansas City Chiefs. Am 6. März 2015 wurde er jedoch entlassen.

### Denver Broncos
Am 12. März 2015 unterschrieb Walker bei den Denver Broncos, mit denen er nach der Saison 2015 den Super Bowl 50 mit 24:10 gegen die Carolina Panthers gewann. In diesem Spiel erzielte er 2 Tackles. Am 19. August 2016 wurde er auf die Injured Reserve List gesetzt.